# Henri Alexis Tardent
Henri Alexis Tardent, né le 1er mars 1853 à Ormont-Dessous en Suisse et mort le 5 septembre 1929 à Wynnum West en Australie, est un instituteur, vigneron, botaniste, politicien, journaliste, homme de lettres et humaniste australien d'origine suisse.

## Jeunesse
Henri Alexis Tardent est né le 1er mars 1853 dans un village des Alpes vaudoises, fils de Marie Louise (Perrod) et du vigneron Louis Marc Samuel Tardent. Il quitte sa région natale à 16 ans pour la Galicie, l'Ukraine et la Bessarabie. Pendant ses voyages, il apprend l'allemand, le polonais, le russe et le latin. Il est précepteur de français en Pologne, de 1869 à 1872. Il entreprend des études à l'université d'Odessa, où il obtient son baccalauréat ès arts. Il enseigne ensuite le français et l'allemand, de 1874 à 1887, à l'école secondaire de Nicolaïev en Russie, aujourd'hui Mykolaïv en Ukraine. C'est à Odessa qu'il rencontre, une lointaine petite cousine, Hortense Tardent, petite fille du fondateur de la colonie de Chabag, Louis-Vincent Tardent. Il l'épouse, le 30 juin 1876, dans l'église réformée de Chabag, douze enfants vont naître de cette union.

## Australie
Inquiet de l'instabilité politique en Russie et ayant entendu vanter les mérites de l'Australie, Tardent décide d'aller s'y installer. Il embarque femme, enfants et bétail à bord d'un vapeur et arrive le 12 décembre 1887 à Brisbane. De là il se rend à Roma dans le Queensland et y développe une coopérative agricole la Tardent Winemakers. Il est naturalisé le 5 mars 1890. Il invite ses amis du Chabag à le rejoindre dans le Queensland afin d'y créer une nouvelle colonie de vignerons. Tardent rêve d'une société idéale dont les arts, la science et les langues seraient le centre. Malheureusement, la sécheresse et une crise économique interrompent l’essor de sa coopérative et il fait faillite. En 1897, il est nommé directeur de la première ferme d'État expérimentale du Queensland, la Westbrook State Farm, près de Toowoomba. Tardent est ensuite nommé directeur d'une autre ferme d'État, la Biggenden State Farm mais démissionne de son poste, en avril 1901, après avoir reçu un blâme du gouvernement à cause de son implication dans les organisations syndicales locales.
En mars 1902, il se présente à l'élection de l'assemblée législative du Queensland pour le Parti travailliste dans la circonscription de Burnett, mais c'est le conservateur William Kent qui est élu. Cependant cette expérience politique lui permet de rencontrer le Premier ministre australien Andrew Fisher et Samuel Griffith, principal auteur de la Constitution de l'Australie. Deux hommes à qui il présente le système fédéraliste suisse et son système d'armée de milice. Tardent lance deux journaux, le Toowoomba Democrat et le Downs Agriculturist ainsi qu'une compagnie d'assurance à  Toowoomba, mais fait à nouveau faillite, en 1908. Il devient alors rédacteur de plusieurs journaux, dont le Tableland Examiner, le Daily Standard et le Worker de Brisbane. Il est aussi correspondant de la Gazette de Lausanne, où il tient la chronique « Lettres d'Australie ». À Brisbane, en 1922, il est cofondateur des « Causeries françaises » qui deviendra l'Alliance française. Pour services rendus à la littérature, aux arts et aux sciences, il est fait Officier d'Académie par le gouvernement français, en mars 1929,. Henri Alexis Tardent meurt dans sa demeure de Wynnum West, près de Brisbane, le 5 septembre 1929.

## Œuvres
- Science as applied to agriculture : and other essays, Toowoomba, Q'land, Winston & Co., Ltd., Printers and Stationers, 1906.
- The life and poetry of George Essex Evans, Brisbane, H. Pole, 1913.
- The life and works of Richard John Randall, Australia's greatest artist, and other essays on art, Brisbane, Anthony James Cumming, Government Printer, 1916.
- In Freedom's cause : Australia's contribution to the World War, Brisbane, Watson, Gerguson, 1923.
- Forestry in Queensland, Brisbane, Issued by the Government Intelligence and Tourist Bureau, 1924.
- Mrs. Ellis Rowan and her contributions to Australian art and science, Brisbane, Watson, Ferguson, 1927.